# Dan Aurel Ioniță
Dan Aurel Ioniță (n. 25 septembrie 1968

) este un senator român, ales în 2012 pe listele PP-DD. În 2013 a demisionat din PP-DD. 